# Volta à Catalunha de 2020
A 100.ª edição da competição ciclista Volta à Catalunha, era uma carreira de ciclismo de estrada por etapas que celebrar-se-ia entre 23 e 29 de março de 2020 na Catalunha com início na cidade de Calella e final na cidade de Barcelona. No entanto, devido à Pandemia de COVID-19, onde a Espanha tem confirmado mais de 3.000 casos da doença em seu território, a carreira foi cancelada.
A carreira faria parte do UCI WorldTour de 2020, calendário ciclístico de máximo nível mundial, onde era a nona carreira de dito circuito.

## Percorrido
| Etapa | Data    | Percurso                                  | type                      | Distância (km) | Vencedor | Líder geral |
| ----- | ------- | ----------------------------------------- | ------------------------- | -------------- | -------- | ----------- |
| 1     | 23 mar. | Calella – Calella                         | média montanha            | 177,5          |          |             |
| 2     | 24 mar. | Banyoles – Banyoles                       | contrarrelógio individual | 21,1           |          |             |
| 3     | 25 mar. | Canal Olímpic de Catalunya – Vallter 2000 | alta montanha             | 187,3          |          |             |
| 4     | 26 mar. | Ripoll – Port Ainé                        | alta montanha             | 167,4          |          |             |
| 5     | 27 mar. | La Pobla de Segur – Manresa               | média montanha            | 189,4          |          |             |
| 6     | 28 mar. | Tarragona – Mataró                        | etapa plana               | 193,9          |          |             |
| 7     | 29 mar. | Barcelona – Barcelona                     | média montanha            | 134,7          |          |             |

## Desenvolvimento da carreira

### 1.ª etapa
| Calella - Calella | média montanha | (177,5 km) |

| \| Classificação por etapas \| Classificação por etapas \| Classificação por etapas \| Classificação por etapas \| Classificação por etapas \| \| Ciclista \| Ciclista \| Equipe \| Tempo \| \| \| ------------------------ \| ------------------------ \| ------------------------ \| ------------------------ \| ------------------------ \| |          |        |       |
| |          |        |       |
| Fonte: ProCyclingStats |          |        |       |
| Classificação por etapas |          |        |       |
| Ciclista | Ciclista | Equipe | Tempo |

| \| Classificação geral \| Classificação geral \| Classificação geral \| Classificação geral \| Classificação geral \| \| Ciclista \| Ciclista \| Equipe \| Tempo \| \| \| ------------------- \| ------------------- \| ------------------- \| ------------------- \| ------------------- \| |          |        |       |
| |          |        |       |
| Fonte: ProCyclingStats |          |        |       |
| Classificação geral |          |        |       |
| Ciclista | Ciclista | Equipe | Tempo |

### 2.ª etapa
| Banyoles - Banyoles | contrarrelógio individual | (21,1 km) |

| \| Classificação por etapas \| Classificação por etapas \| Classificação por etapas \| Classificação por etapas \| Classificação por etapas \| \| Ciclista \| Ciclista \| Equipe \| Tempo \| \| \| ------------------------ \| ------------------------ \| ------------------------ \| ------------------------ \| ------------------------ \| |          |        |       |
| |          |        |       |
| Fonte: ProCyclingStats |          |        |       |
| Classificação por etapas |          |        |       |
| Ciclista | Ciclista | Equipe | Tempo |

| \| Classificação geral \| Classificação geral \| Classificação geral \| Classificação geral \| Classificação geral \| \| Ciclista \| Ciclista \| Equipe \| Tempo \| \| \| ------------------- \| ------------------- \| ------------------- \| ------------------- \| ------------------- \| |          |        |       |
| |          |        |       |
| Fonte: ProCyclingStats |          |        |       |
| Classificação geral |          |        |       |
| Ciclista | Ciclista | Equipe | Tempo |

### 3.ª etapa
| Canal Olímpic de Catalunya - Vallter 2000 | alta montanha | (187,3 km) |

| \| Classificação por etapas \| Classificação por etapas \| Classificação por etapas \| Classificação por etapas \| Classificação por etapas \| \| Ciclista \| Ciclista \| Equipe \| Tempo \| \| \| ------------------------ \| ------------------------ \| ------------------------ \| ------------------------ \| ------------------------ \| |          |        |       |
| |          |        |       |
| Fonte: ProCyclingStats |          |        |       |
| Classificação por etapas |          |        |       |
| Ciclista | Ciclista | Equipe | Tempo |

| \| Classificação geral \| Classificação geral \| Classificação geral \| Classificação geral \| Classificação geral \| \| Ciclista \| Ciclista \| Equipe \| Tempo \| \| \| ------------------- \| ------------------- \| ------------------- \| ------------------- \| ------------------- \| |          |        |       |
| |          |        |       |
| Fonte: ProCyclingStats |          |        |       |
| Classificação geral |          |        |       |
| Ciclista | Ciclista | Equipe | Tempo |

### 4.ª etapa
| Ripoll - Port Ainé | alta montanha | (167,4 km) |

| \| Classificação por etapas \| Classificação por etapas \| Classificação por etapas \| Classificação por etapas \| Classificação por etapas \| \| Ciclista \| Ciclista \| Equipe \| Tempo \| \| \| ------------------------ \| ------------------------ \| ------------------------ \| ------------------------ \| ------------------------ \| |          |        |       |
| |          |        |       |
| Fonte: ProCyclingStats |          |        |       |
| Classificação por etapas |          |        |       |
| Ciclista | Ciclista | Equipe | Tempo |

| \| Classificação geral \| Classificação geral \| Classificação geral \| Classificação geral \| Classificação geral \| \| Ciclista \| Ciclista \| Equipe \| Tempo \| \| \| ------------------- \| ------------------- \| ------------------- \| ------------------- \| ------------------- \| |          |        |       |
| |          |        |       |
| Fonte: ProCyclingStats |          |        |       |
| Classificação geral |          |        |       |
| Ciclista | Ciclista | Equipe | Tempo |

### 5.ª etapa
| La Pobla de Segur - Manresa | média montanha | (189,4 km) |

| \| Classificação por etapas \| Classificação por etapas \| Classificação por etapas \| Classificação por etapas \| Classificação por etapas \| \| Ciclista \| Ciclista \| Equipe \| Tempo \| \| \| ------------------------ \| ------------------------ \| ------------------------ \| ------------------------ \| ------------------------ \| |          |        |       |
| |          |        |       |
| Fonte: ProCyclingStats |          |        |       |
| Classificação por etapas |          |        |       |
| Ciclista | Ciclista | Equipe | Tempo |

| \| Classificação geral \| Classificação geral \| Classificação geral \| Classificação geral \| Classificação geral \| \| Ciclista \| Ciclista \| Equipe \| Tempo \| \| \| ------------------- \| ------------------- \| ------------------- \| ------------------- \| ------------------- \| |          |        |       |
| |          |        |       |
| Fonte: ProCyclingStats |          |        |       |
| Classificação geral |          |        |       |
| Ciclista | Ciclista | Equipe | Tempo |

### 6.ª etapa
| Tarragona - Mataró | etapa plana | (193,9 km) |

| \| Classificação por etapas \| Classificação por etapas \| Classificação por etapas \| Classificação por etapas \| Classificação por etapas \| \| Ciclista \| Ciclista \| Equipe \| Tempo \| \| \| ------------------------ \| ------------------------ \| ------------------------ \| ------------------------ \| ------------------------ \| |          |        |       |
| |          |        |       |
| Fonte: ProCyclingStats |          |        |       |
| Classificação por etapas |          |        |       |
| Ciclista | Ciclista | Equipe | Tempo |

| \| Classificação geral \| Classificação geral \| Classificação geral \| Classificação geral \| Classificação geral \| \| Ciclista \| Ciclista \| Equipe \| Tempo \| \| \| ------------------- \| ------------------- \| ------------------- \| ------------------- \| ------------------- \| |          |        |       |
| |          |        |       |
| Fonte: ProCyclingStats |          |        |       |
| Classificação geral |          |        |       |
| Ciclista | Ciclista | Equipe | Tempo |

### 7.ª etapa
| Barcelona - Barcelona | média montanha | (134,7 km) |

| \| Classificação por etapas \| Classificação por etapas \| Classificação por etapas \| Classificação por etapas \| Classificação por etapas \| \| Ciclista \| Ciclista \| Equipe \| Tempo \| \| \| ------------------------ \| ------------------------ \| ------------------------ \| ------------------------ \| ------------------------ \| |          |        |       |
| |          |        |       |
| Fonte: ProCyclingStats |          |        |       |
| Classificação por etapas |          |        |       |
| Ciclista | Ciclista | Equipe | Tempo |

## Classificações finais
- As classificações finalizaram da seguinte forma:

### Classificação geral
| \| Classificação geral \| Classificação geral \| Classificação geral \| Classificação geral \| Classificação geral \| \| Ciclista \| Ciclista \| Equipe \| Tempo \| \| \| ------------------- \| ------------------- \| ------------------- \| ------------------- \| ------------------- \| |          |        |       |
| |          |        |       |
| Fonte: ProCyclingStats |          |        |       |
| Classificação geral |          |        |       |
| Ciclista | Ciclista | Equipe | Tempo |

### Classificação da montanha
| Classificação da montanha | Classificação da montanha | Classificação da montanha | Classificação da montanha | Classificação da montanha |
| Ciclista                  | Ciclista                  | Equipe                    | Pontos                    |                           |
| ------------------------- | ------------------------- | ------------------------- | ------------------------- | ------------------------- |

### Classificação dos sprints (metas volantes)
| Classificação por pontos | Classificação por pontos | Classificação por pontos | Classificação por pontos | Classificação por pontos |
| Ciclista                 | Ciclista                 | Equipe                   | Pontos                   |                          |
| ------------------------ | ------------------------ | ------------------------ | ------------------------ | ------------------------ |

### Classificação dos jovens
| Classificação dos jovens | Classificação dos jovens | Classificação dos jovens | Classificação dos jovens | Classificação dos jovens |
| Ciclista                 | Ciclista                 | Equipe                   | Tempo                    |                          |
| ------------------------ | ------------------------ | ------------------------ | ------------------------ | ------------------------ |

### Classificação por equipas
| Classificação por equipes | Classificação por equipes | Classificação por equipes | Classificação por equipes |
| Equipe                    | Equipe                    | Tempo                     |                           |
| ------------------------- | ------------------------- | ------------------------- | ------------------------- |

## Evolução das classificações
| Etapa                 | Vencedor | Classificação geral | Classificação da montanha · Ficheiro:Jersey rede lines volta.svg | Classificação dos sprints | Classificação dos jovens | Classificação por equipas |
| --------------------- | -------- | ------------------- | ---------------------------------------------------------------- | ------------------------- | ------------------------ | ------------------------- |
| 1.ª                   |          |                     |                                                                  |                           |                          |                           |
| 2.ª                   |          |                     |                                                                  |                           |                          |                           |
| 3.ª                   |          |                     |                                                                  |                           |                          |                           |
| 4.ª                   |          |                     |                                                                  |                           |                          |                           |
| 5.ª                   |          |                     |                                                                  |                           |                          |                           |
| 6.ª                   |          |                     |                                                                  |                           |                          |                           |
| 7.ª                   |          |                     |                                                                  |                           |                          |                           |
| Classificações finais |          |                     |                                                                  |                           |                          |                           |

## Ciclistas participantes e posições finais
Convenções:
- AB-N: Abandono na etapa "N"
- FLT-N: Retiro por chegada fora do limite de tempo na etapa "N"
- NTS-N: Não tomou a saída para a etapa "N"
- DES-N: Desclassificado ou expulsado na etapa "N"

## UCI World Ranking
A Volta à Catalunha outorgará pontos para o UCI World Ranking para corredores das equipas nas categorias UCI WorldTeam, Profissional Continental e Equipas Continentais.  A seguinte tabela são o barómetro de pontuação e os corredores que obtiveram pontos:
| Posição             | 1.º | 2.º | 3.º | 4.º | 5.º | 6.º | 7.º | 8.º | 9.º | 10.º | 11.º | 12.º | 13.º | 14.º | 15.º | 16.º-20.º | 21.º-30.º | 31.º-50.º | 51.º-55.º | 56.º-60.º |
| Classificação geral | 400 | 320 | 260 | 220 | 180 | 140 | 120 | 100 | 80  | 68   | 56   | 48   | 40   | 32   | 28   | 24        | 16        | 8         | 4         | 2         |
| Por etapa           | 50  | 20  | 8   |     |     |     |     |     |     |      |      |      |      |      |      |           |           |           |           |           |
| Líder               | 8   |     |     |     |     |     |     |     |     |      |      |      |      |      |      |           |           |           |           |           |

| Classificação |          |        |       |       |       |       |
| Posição       | Ciclista | Equipa | Geral | Etapa | Líder | Total |
| ------------- | -------- | ------ | ----- | ----- | ----- | ----- |
| 1.º           |          |        | 400   |       |       |       |
| 2.º           |          |        | 320   |       |       |       |
| 3.º           |          |        | 260   |       |       |       |
| 4.º           |          |        | 220   |       |       |       |
| 5.º           |          |        | 180   |       |       |       |
| 6.º           |          |        | 140   |       |       |       |
| 7.º           |          |        | 120   |       |       |       |
| 8.º           |          |        | 100   |       |       |       |
| 9.º           |          |        | 80    |       |       |       |
| 10.º          |          |        | 68    |       |       |       |